# Braciejówka
Braciejówka – wieś w Polsce położona w województwie małopolskim, w powiecie olkuskim, w gminie Olkusz.
Wieś położona w końcu XVI wieku w powiecie proszowskim województwa krakowskiego była własnością klasztoru norbertanek na Zwierzyńcu w Krakowie.
W latach 1954–1959 wieś należała i była siedzibą władz gromady Braciejówka, po jej zniesieniu w gromadzie Rabsztyn. W latach 1975–1998 miejscowość administracyjnie należała do województwa katowickiego.